# 오기시마촌
오기시마촌(荻島村)은 사이타마현의 남동부, 미나미사이타마군에 속했던 촌이다. 

## 역사
- 1889년 4월 1일 - 정촌제 시행에 의해 미나미사이타마군 오기시마촌이 성립하였다.
- 1954년 11월 3일 - 오사와 정, 고시가야 정, 사쿠라이 촌, 오부쿠로 촌, 오기시마 촌, 데와 촌, 가모 촌, 니카타 촌, 마스바야시 촌과 합병해 고시가야정이 되었다.
- 1958년 11월 3일 - 고시가야정이 시로 승격해 고시가야정이 되었다.